# Oxyopes foliiformis
Oxyopes foliiformis är en spindelart som beskrevs av Song 1991. Oxyopes foliiformis ingår i släktet Oxyopes och familjen lospindlar. Inga underarter finns listade i Catalogue of Life.